# Sim Iness
Sim Iness, all'anagrafe Simeon Garland Iness (Keota, 9 luglio 1930 – Porterville, 23 maggio 1996), è stato un discobolo statunitense.

## Palmarès
| Anno | Manifestazione | Sede     | Evento           | Risultato | Misura  | Note            |
| ---- | -------------- | -------- | ---------------- | --------- | ------- | --------------- |
| 1952 | Olimpiadi      | Helsinki | Lancio del disco | Oro       | 55,03 m | Record olimpico |